# 亥普衣科
亥普衣科（学名：Heppiaceae）为异极菌目的一个科。亥普衣科只有Latzelia Zahlbr., 1926的一属。

## 下级分类
Latzelia属包括以下种：
- Latzelia antarctica C.W.Dodge, 1965